# Jess Fishlock
Jess Fishlock (Cardiff, 1987. január 14. –) walesi női válogatott labdarúgó, az NWSL-ben szereplő Reign FC középpályása.

## Pályafutása

### Klubcsapatokban
Fishlock szülővárosának csapatában, a walesi Cardiff City csapatánál kezdett el futballozni. 2008 és 2010 között a holland AZ játékosa volt, a klubbal két holland bajnoki címet nyert. 2012-ben az ausztrál Melbourne Victory igazolta le, amellyel ausztrál bajnok lett. 2013 óta az amerikai Reign FC játékosa; az elmúlt években kölcsönben szerepelt többek között a német 1. FFC Frankfurt és a francia Olympique Lyon csapatainál, ahol UEFA Női Bajnokok Ligája győzelmet ünnepelhetett; a frankfurti csapattal 2015-ben, a lyoni csapattal pedig 2019-ben.

### A válogatottban
Több mint százszoros walesi válogatott.

## Sikerei

### Klubcsapatokban
Holland bajnok (2):
- AZ (2): 2008–2009, 2009–2010

 Ausztrál bajnok (4):
- Melbourne Victory (1): 2013–2014
- Melbourne City (3): 2015–2016, 2016–2017, 2017–2018

 Francia bajnok (1):
- Olympique Lyon (1): 2018–2019

 Francia kupagyőztes (1):
- Olympique Lyon (1): 2019

Bajnokok Ligája győztes (2):
- 1. FFC Frankfurt (1): 2014–2015
- Olympique Lyon (1): 2018–2019